# Elgabry Rangel
Elgabry Rangel Especiano (Tuxpan, Nayarit, México, 3 de abril de 1982) es un futbolista profesional mexicano. Su posición es mediocampista y actualmente es agente libre.

## Trayectoria
Inició su carrera profesional en una de las filiales del Deportivo Toluca y recorrió varios equipos de juveniles, Cerveceros de Tuxtepec, filial del Santos Laguna hasta que fue contratado por el Club Santos Laguna, de Torreón, Coahuila, en donde jugó por más de 4 temporadas. Fue refuerzo para el apertura 2012 con los Jaguares de Chiapas. Después de la desaparición de Jaguares, regresa a Estudiantes Tecos.

## Estadísticas

### Clubes
La siguiente tabla detalla los encuentros disputados y los goles marcados en los clubes en los que ha militado.

| C. Santos Laguna · México |               |               |     |    |    |   |   |     |     |    |
| 1ª | 2002-03       | 4             | 0   | -  | -  | 1 | 0 | 5   | 0   |    |
| 1ª | 2003-04       | 34            | 2   | 1  | 0  | 4 | 0 | 39  | 2   |    |
| 1ª | 2004-05       | 35            | 2   | 3  | 0  | - | - | 38  | 2   |    |
| 1ª | 2005-06       | 29            | 3   | -  | -  | - | - | 29  | 3   |    |
| 1ª | 2006-07       | 31            | 3   | -  | -  | - | - | 31  | 1   |    |
| Total club | Total club    | 133           | 10  | 4  | 0  | 5 | 0 | 142 | 10  |    |
| Estudiantes Tecos · México |               |               |     |    |    |   |   |     |     |    |
| 1ª | 2007-08       | 25            | 1   | -  | -  | - | - | 25  | 0   |    |
| 1ª | 2008-09       | 24            | 0   | 3  | 0  | - | - | 27  | 0   |    |
| 1ª | 2009-10       | 31            | 2   | 4  | 0  | 2 | 0 | 37  | 2   |    |
| 1ª | 2010-11       | 31            | 2   | -  | -  | - | - | 31  | 2   |    |
| 1ª | 2011-12       | 29            | 1   | -  | -  | - | - | 29  | 1   |    |
| 2ª | 2013-14       | 32            | 2   | 9  | 2  | - | - | 41  | 4   |    |
| Total club | Total club    | 172           | 9   | 16 | 2  | 2 | 0 | 190 | 11  |    |
| Jaguares de Chiapas · México |               |               |     |    |    |   |   |     |     |    |
| 1ª | 2012-13       | 9             | 0   | 11 | 0  | - | - | 20  | 0   |    |
| Total club | Total club    | 9             | 0   | 11 | 0  | - | - | 20  | 0   |    |
| Mineros de Zacatecas · México |               |               |     |    |    |   |   |     |     |    |
| 2ª | 2014-15       | 19            | 0   | 6  | 0  | - | - | 25  | 0   |    |
| Total club | Total club    | 19            | 0   | 6  | 0  | - | - | 25  | 0   |    |
| Deportivo Tepic · México |               |               |     |    |    |   |   |     |     |    |
| 2ª | 2016-17       | 3             | 0   | 6  | 0  | - | - | 9   | 0   |    |
| Total club | Total club    | 3             | 0   | 6  | 0  | - | - | 9   | 0   |    |
| Total carrera | Total carrera | Total carrera | 336 | 19 | 46 | 2 | 6 | 0   | 388 | 21 |
| (1)Incluye datos de la Copa MX e InterLiga (2004, 2005, 2009 y 2010). (2)Incluye datos de la Liga de Campeones de la Concacaf (2002) y Copa Libertadores (2004, 2010). |               |               |     |    |    |   |   |     |     |    |